# Ernst Lorch (Unternehmen)
Die Ernst Lorch KG ist ein familiengeführter Bosch-Vertragsgroßhändler im süddeutschen Raum, Vorarlberg und der Schweiz und spezialisiert sich auf den Vertrieb von Kfz-Ersatzteilen,  -Zubehör und Hausgeräten. Weitere Geschäftsbereiche sind der Verkauf, die Montage und Instandhaltung von Werkstattausrüstung und der Betrieb zweier Bosch Service Werkstätten. Die beiden Zentrallager befinden sich in Storzingen und Frohnstetten (jeweils bei Stetten a.k.M.). Geschäftsleitung, Vertrieb und Verwaltung haben ihren Sitz in Albstadt-Ebingen.
Die Lorch-Gruppe beschäftigt etwa 450 Mitarbeiter und ca. 60 Auszubildende an 28 Standorten in Deutschland, Österreich und der Schweiz. 2017 erweiterte die Firma Lorch ihr Verkaufsgebiet in Stuttgart durch die Übernahmen der dort ansässigen Martika Autoteile GmbH. Die Marke Martika bleibt weiterhin als Einzelhandelsmarke im Großraum Stuttgart vertreten. Im Juli 2017 trat die Ernst Lorch KG dem Verbund Coparts in Essen als Gesellschafterin bei. Im Sommer 2020 wurde der bundesweite Vertrieb für Hausgeräte von der Knoll Elektro Großhandel in Bayreuth übernommen. Seit dem 1. Januar 2023 gehört die Göhrum Fahrzeugteile GmbH ebenfalls zur Lorch-Gruppe. 

## Geschichte

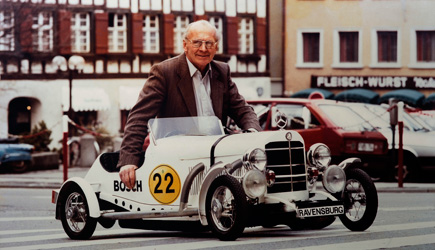
Unternehmensgründer Ernst A. Lorch

Das Unternehmen wurde 1932 von Ernst F. Lorch gemeinsam mit seinem Sohn Ernst A. Lorch gegründet. Beide Gründer waren zuvor bei der Robert Bosch GmbH tätig und kannten Robert Bosch noch persönlich. In Albstadt-Ebingen etablierten sie einen Bosch-Dienst und legten damit den Grundstein für das heutige Unternehmen.
Rund 20 Jahre später übernahm die Ernst Lorch KG die Großhandelsfunktion für Bosch-Produkte. Im Jahr 1963 trat Werner Schmid-Lorch als persönlich haftender Gesellschafter in die Kommanditgesellschaft ein und übernahm in den Folgejahren die Geschäftsleitung. Unter seiner Führung expandierte das Unternehmen kontinuierlich – insbesondere in den Regionen Bodensee, Schwarzwald und Reutlingen.
1994 wurde in Storzingen bei Stetten am kalten Markt ein neues Zentrallager errichtet, das die Lagerkapazität gegenüber dem bisherigen Standort in Albstadt-Ebingen deutlich erweiterte. Zwei Jahre später folgte die Expansion nach Österreich (Vorarlberg).
Zu Beginn der 2000er-Jahre erfolgten mehrere Unternehmensfusionen: 2002 mit der Keller + Schneider GmbH in Freiburg sowie 2004 mit der Otto Dürr GmbH aus Neu-Ulm. Mit der Gründung der Lorch AG im Jahr 2006 wurde auch der Schweizer Markt erschlossen. Ein bedeutender Meilenstein war die Eröffnung des neuen Vertriebszentrums Albstadt (VZA) im Jahr 2013. Dort wurden Verwaltung, Geschäftsleitung, Kundendienst, Bosch Car Service sowie der gesamte Vertrieb zentral zusammengeführt.
2017 erfolgte der Beitritt zum Einkaufsverbund COPARTS sowie die Übernahme der Martika GmbH im Raum Stuttgart. In den Jahren 2018 und 2019 wurde das Zentrallager in Storzingen umfangreich erweitert und modernisiert. 2019 trat auch Axel-Christof Schmid-Lorch (vormals bereits 25 Jahre Geschäftsführer) als geschäftsführender Gesellschafter (Komplementär), in das Unternehmen ein. Im Sommer 2020 übernahm die Ernst Lorch KG den bundesweiten Vertrieb für Hausgeräte von der Knoll Elektro Großhandel in Bayreuth.
In den darauffolgenden Jahren setzte das Unternehmen seinen Wachstumskurs durch gezielte Übernahmen fort:
– Im Januar 2023 wurde die Göhrum Fahrzeugteile GmbH übernommen, ein Fachhandelsspezialist im IAM mit Sitz in Süddeutschland.
– Im Februar 2024 folgte die Integration des Standortes Geislingen an der Steige der Firma Gunther Schuler Fahrzeugteile.
– Im April 2024 wurde zudem die Schwarz Fahrzeugteile GmbH mit Sitz in Waldshut-Tiengen in das Unternehmen eingegliedert.

## Sortiment
Über 80 % des Geschäftsbetriebs nimmt der Kfz-Teilehandel ein. Das Unternehmen liefert hauptsächlich Verschleiß- und Ersatzteile. Zudem bietet das Unternehmen ein Komplettangebot an Werkstattausrüstung für Kfz-Werkstätten. Als Bosch Vertragsgroßhändler vertreibt die Kommanditgesellschaft auch Hausgeräte, in erster Linie Großgeräte von Bosch und Constructa sowie Kleingeräte diverser Markenhersteller.
Weiterhin unterstützt das Unternehmen seine Kunden durch Hotlines für Technik und die Bereitstellung sowie Support moderner Werkstattmanagementsoftware und mit den Werkstattkonzepten „Bosch Car Service“, „1a autoservice“, „Profi Service Werkstatt“ und „Initiative freie Werkstatt“. Zu allen technischen und kaufmännischen Themen wird ein umfangreiches Schulungsprogramm den Kunden angeboten.

## Großhandelsfunktion für die Robert Bosch GmbH
Seit 1952 ist das Unternehmen als Vertragsgroßhändler von Bosch tätig. Damit ist sie Vertragspartner für die Bereiche Bosch Kfz-Ausrüstung, Bosch Werkstattausrüstung und Bosch Hausgeräte.

## Lorch AG
Im Jahr 2006 expandierte das Großhandelsunternehmen in die Schweiz. Die hierdurch entstandene Lorch AG besteht derzeit aus sechs Niederlassungen an den Standorten Dübendorf (ZH), Ostermundigen (BE), Horw (LU), St. Gallen, Pratteln (BL) Vilters (SG).